# ナダヴ・ラピド
ナダヴ・ラピド（ヘブライ語: ארי פולמן, 英語: Nadav Lapid, 1975年4月8日 - ）は、イスラエルの映画監督、脚本家。

## キャリア
1975年、テルアビブで生まれる。父は映画監督のハイム・ラピッド、母映画編集者のエラ・ラピッドという映画作家の家庭の元で育ち、テルアビブ大学で哲学を学び、軍務を終えてからパリに移った。その後はイスラエルに戻り、エルサレムのサムスピーゲルフィルムアンドテレビジョンスクールで学位を取得した。2011年に発表した長編映画デビュー作『Policeman』は、2011年のロカルノ国際映画祭で特別審査員賞を受賞した。
2014年、『The Kindergarten Teacher』が第67回カンヌ国際映画祭批評家週間に出品されると、高い評価を獲得。2年後のカンヌ映画祭の国際批評家週間部門では審査員に選ばれた。本作は2018年にハリウッドでリメイクされた
2019年、『シノニムズ』が第69回ベルリン国際映画祭で金熊賞を受賞し、2021年の『Ahed's Knee』は第74回カンヌ国際映画祭で審査員賞を受賞した。

## フィルモグラフィー
- Policeman (2011)　監督・脚本
- The Kindergarten Teacher (2014) 監督・脚本
- キンダーガーテン・ティーチャー The Kindergarten Teacher (2018)　原作
- シノニムズ Synonymes (2019) 監督・脚本
- Ahed's Knee (2021) 監督・脚本